# Johannes Gruber

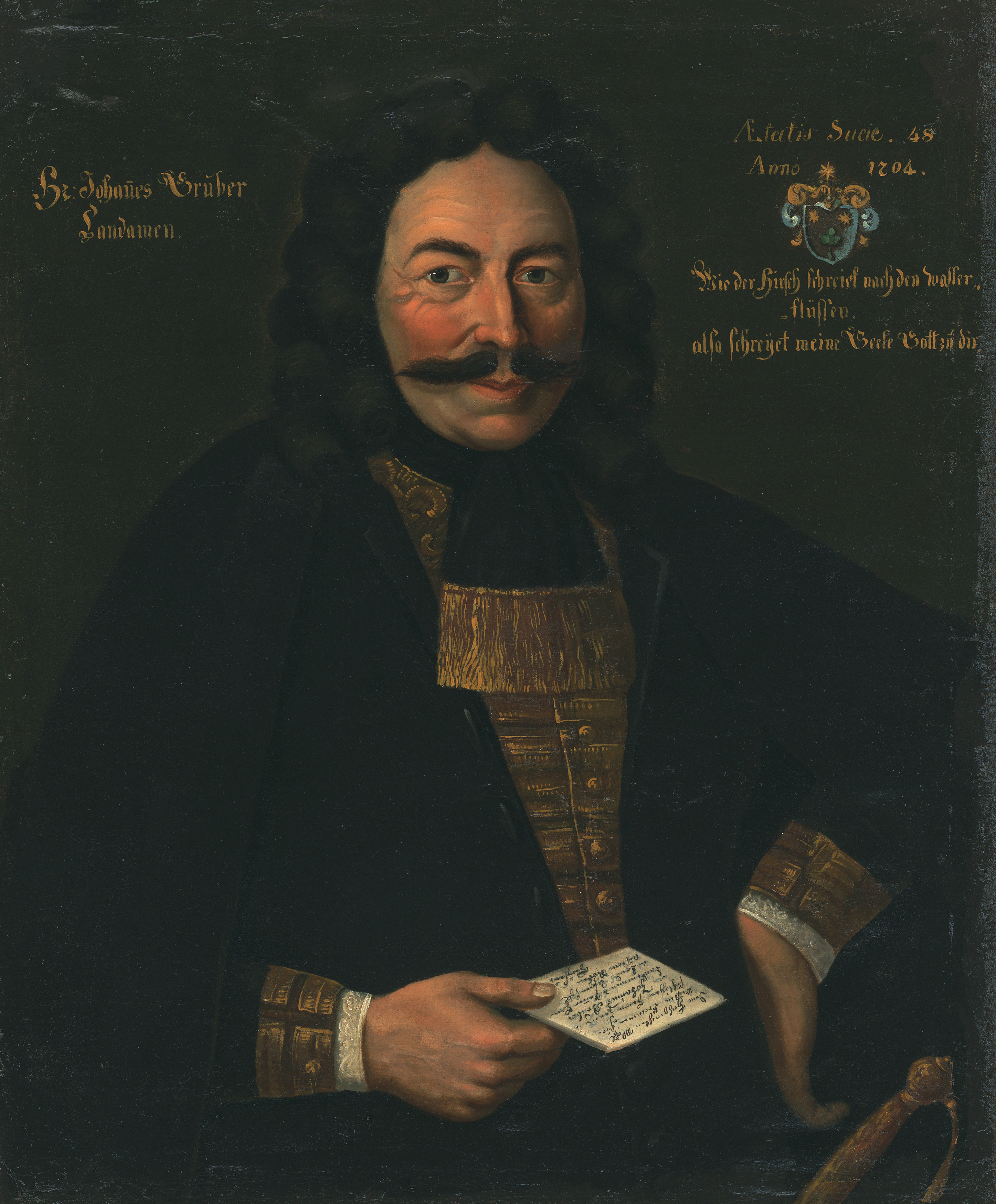
Johannes Gruber, 16. Landammann von Appenzell Ausserrhoden 1701–1709.

Johannes Gruber (* 16. Dezember 1640 in Gais; † 5. April 1710 in Herisau; heimatberechtigt in Gais, ab 1710 in Herisau) war ein Schweizer Textilunternehmer, Mitglied des Kleinen Rats und Landammann aus dem Kanton Appenzell Ausserrhoden.

## Leben
Johannes Gruber war ein Sohn des Landeshauptmanns Konrad Gruber und der Anna Rohner. Im Jahre 1661 heiratete er Anna Schiess, Tochter des Rittmeisters Konrad Schiess. Seine zweite Frau Elisabeth Schiess, Tochter des Konrad Schiess, heiratete er im Jahr 1703. Von 1675 bis 1679 war Johannes Gruber Ausserrhoder Landesfähnrich. Ab 1679 bis 1701 amtierte er als Landeshauptmann. Von 1700 bis 1709 war er 16-mal Tagsatzungsgesandter. In den Jahren 1701 bis 1709 hatte er das Amt des Landammanns inne.
Johannes Gruber gehörte zu den ersten Leinwandhändlern von Appenzell Ausserrhoden. Zusammen mit Konrad Schiess liess er 1663 sein Handelszeichen im Markenbuch der Kaufleute von Lyon eintragen. 1693 führte er eine Kompanie Appenzeller nach Holland. Diese wurde später von seinen Söhnen kommandiert. In seiner Stellung als Landammann versuchte er als Haupt der Partei Schiess-Gruber verschiedentlich, die rivalisierende Partei der Tanner von Herisau in Misskredit zu bringen: Er beschuldigte fälschlicherweise seinen Vorgänger Laurenz Tanner der Unterschlagung öffentlicher Gelder. Johannes Gruber verlor dadurch zunehmend die Gunst des Volkes.
Seine zweite Heirat erfolgte 1703 ausserhalb der Kantonsgrenzen, da die nahe Verwandtschaft von Elisabeth Schiess eine Heirat nach geltendem Gesetz ausschloss. Die Bezahlung der dafür verhängten Busse verweigerte Johannes Gruber beharrlich. Dies und der Missbrauch des Landessiegels zugunsten seines Sohnes brachten das Volk definitiv auf die Tanner’sche Seite und führte 1709 zu Johannes Grubers Sturz.
Johannes Gruber war ferner das Haupt der Gruber’schen Partei im sogenannten Gruberhandel von 1707 bis 1712. Dies war eine Erbstreitigkeit zwischen den Verwandten väterlicherseits (Gruber) und mütterlicherseits (Ziegler) eines kinderlosen Familienmitglieds. Sie übertrug sich auf die Rivalitäten zwischen den führenden Regentenfamilien in der Landespolitik. In den profitträchtigen internationalen Handelsgeschäften tätig und mit hohen politischen Ämtern betraut, war Johannes Gruber ein herausragender Vertreter der damaligen Ausserrhoder Eliten.